# Distrito de Alta Lusacia-Baja Silesia
El Distrito de Alta Lusacia-Baja Silesia (en alemán Niederschlesische Oberlausitzkreis y en alto sorbio Delnjosleško-hornjołužiski wokrjes) fue, entre 1994 y 2008, el distrito más oriental del Alemania siendo además el de nombre más largo. Se encontraba ubicado al este del land (estado federado) de Sajonia, en la frontera con Polonia, y su territorio es parte de la región histórica de la Alta Lusacia. Limitaba al norte con el land de Brandeburgo (distrito de Esprea-Neiße), al sur con el distrito de Löbau-Zittau, al oeste con los distritos de Bautzen y Kamenz y al este con Polonia y con la ciudad independiente (kreisfreie Stadt) de Görlitz. Aunque la ciudad más poblada del distrito era Weißwasser, la capital del distrito radicaba en Niesky.

## Geografía
El territorio del antiguo distrito se extiende ante las sierras del Oberlausitzer Bergland y de los Montes de Zittau. El relieve se caracteriza por una zona llana con abundantes lagunas y pantanos, al norte, y una zona de colinas de hasta 400 metros de altura, al sur. La montaña más alta de la región es el Rostein de 455 m. El este del distrito está delimitado por el valle del río Neisse, que sirve de frontera con Polonia.

## Historia
El territorio de este distrito no era parte de Sajonia con anterioridad a la Segunda Guerra Mundial, sino que, junto con la ciudad de Görlitz, pertenecía a la Silesia alemana. Cuando, al concluir la guerra, casi toda Silesia fue asignada a Polonia y a la hoy República Checa, el pequeño retal que permaneció en territorio alemán fue integrado en Sajonia.
El distrito se constituyó en la reforma territorial de 1994, por agregación de los distritos preexistentes de Weißwasser, Niesky y Görlitz-Land. Tras algunas modificaciones menores de sus límites, el distrito desapareció el 1 de agosto de 2008, al pasar a formar parte del nuevo distrito de Görlitz, en el marco de una nueva reestructuración de los distritos de Sajonia, aprobada por ley del land de 29 de enero de 2008.

## Composición del distrito
(Número de habitantes a 30 de septiembre de 2005)
| Ciudades 1. Bad Muskau (4109) 2. Niesky (11 015) 3. Reichenbach/O.L. (4357) 4. Rothenburg/O.L. (5836) 5. Weißwasser/O.L., Große Kreisstadt (21 672) | Municipios 1. Boxberg/O.L. (3044) 2. Gablenz (1902) 3. Groß Düben (1316) 4. Hähnichen (1511) 5. Hohendubrau [Sitz: Weigersdorf] (2273) 6. Horka (2036) 7. Klitten (1492) 8. Kodersdorf (2642) 9. Königshain (1284) 10. Krauschwitz (3979) 11. Kreba-Neudorf (1042) 12. Markersdorf (4374) 13. Mücka (1251) 14. Neißeaue [Sitz: Groß Krauscha] (1955) 15. Quitzdorf am See [Sitz: Kollm] (1535) 16. Rietschen (3033) 17. Schleife (2911) 18. Schöpstal [Sitz: Ebersbach] (2747) 19. Sohland a. Rotstein (1419) 20. Trebendorf (1088) 21. Uhyst (1127) 22. Vierkirchen [Sitz: Melaune] (2002) 23. Weißkeißel (1463) 24. Waldhufen [Sitz: Jänkendorf] (2836) |